# Fuerte Tauco
El Fuerte Tauco (Del mapudungún: junto al agua), también conocido como Fortín Tauco es una batería marítima construida en 1779, y localizada en la localidad de Tauco en la comuna de Chonchi, Provincia de Chiloé.

## Historia

### Época colonial
En 1767 el Gobierno de Chiloé es desagregado de la Capitanía General de Chile, y anexado directamente al Virreinato del Perú. Este cambio administrativo introdujo varias transformaciones al archipiélago, incluyendo la instalación de un sistema de fuertes tanto en el Canal de Chacao como al interior de la provincia. En este contexto, el ingeniero español Manuel de Zorrilla encargó la construcción de una fortificación capaz de proteger el acceso a la ciudad de Castro, capital de la provincia.
Zorrilla proyectó una plaza militar en uno de los puntos de mayor estrechez del fiordo de Castro, y para lograr este trabajo se realizó un corte a una de las colinas que dan al fiordo, de forma de construir una terraza artificial que diera cobijo a la fortificación en construcción. En esa explanada se ubicaron tres cañones y una culebrina. En ese lugar también se ubicaba un cuartel para la milicia que, de forma irregular, tomaba asiento en el lugar. A modo de protección, contaba con un parapeto de fajina frente a la explanada.
El fuerte era apoyado por un vigía dedicado a la vigilancia del fiordo, y que se ubicaba en un mirador próximo a la fortificación.

### Época republicana

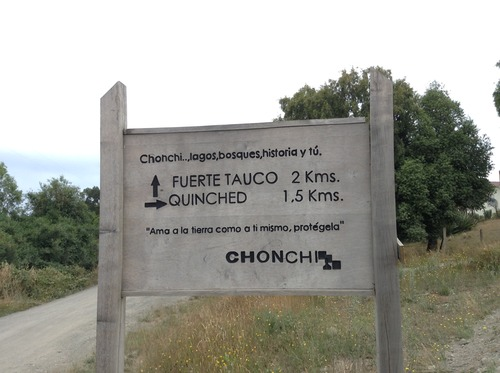
Acceso al Fuerte Tauco.

Debido a su ubicación, el fuerte Tauco nunca fue utilizado en combate, y durante las guerras de independencia su uso se limitó a servir de alerta entre las comunidades de la zona.
A partir de 1826 el lugar es abandonado, y en 1930 sus cañones son trasladados a Castro, donde fueron ubicados con fines ornamentales en la plaza de armas de la ciudad hasta fines del siglo XX. Durante este traslado se habría perdido la culebrina, que habría caído al mar durante la operación.
Fue declarado Monumento Nacional de Chile por el decreto 744 de 1926, pero un informe de la Sociedad Chilena de Historia y Geografía, que indicaba que los fuertes de Tauco, Poquillihue, Chacao y Pargua estaban completamente destruidos, llevó a que se les quitara a estos cuatro sitios la categoría de monumento nacional mediante el decreto 1295 de 1983.
Luego de la restauración del fuerte, sus tres cañones fueron devueltos a su ubicación original. No obstante, ante la falta de mayor infraestructura en el sitio histórico, los hallazgos arqueológicos encontrados en el lugar se encuentran en exhibición en el Museo Municipal de Castro.
En el año 2015 se ejecutó un proyecto de puesta en valor del sitio, que consistió en la construcción de un mirador de madera techado y con paredes revestidas con quilineja y la instalación de iluminación que sea visible desde el mar. Estas obras concluyeron a principios del año 2016.